# Костенко Алла Андріївна
Костенко Алла Андріївна (31 грудня 1937 — 2010) — радянський український художник по костюмах.

## Короткий життєпис
Народилася 31 грудня 1937 року. Закінчила Московський інститут легкої промисловості (1955). 
З 1953 р. працювала на Київській кіностудії ім. О. П. Довженка.
Була членом Спілки кінематографістів України. 
Виїхала в 1996 році з України.

## Фільмографія
Брала участь у створенні стрічок:
- «Коли співають солов'ї» (1956)
- «Мальва» (1956)
- «Далеке і близьке» (1957)
- «Літа молодії» (1958)
- «Грізні ночі» (1960)
- «Королева бензоколонки» (1963)
- «Казка про Хлопчиша-Кибальчиша» (1964)
- «Акваланги на дні» (1965)
- «Дитина» (1967)
- «Хліб і сіль» (1970)
- «Лише три тижні...» (1971)
- «Дід лівого крайнього» (1973)
- «Гуси-лебеді летять» (1974)
- «Канал» (1975)
- «Щедрий вечір» (1976)
- «Народжена революцією» (1977, 9-Ю с)
- «Дударики» (1979)
- «Чекайте зв'язкового» (1979)
- «Довгі дні, короткі тижні...» (1980 т/ф, 2 с.)
- «Неспокійне літо» (1981, т/ф)
- «Якщо ворог не здається...» (1982)
- «Вир» (1983) та ін.